# Jardin botanique de Shanghai
Le jardin botanique de Shanghai est un jardin botanique de quatre-vingt-un hectares situé en Chine à Shanghai, dans le district de Xuhui. C'est l'un des parcs les plus importants de la ville. Il a été inauguré en 1978 après quatre ans de construction et d'aménagement.

## Collections
Le jardin botanique est divisé en vastes secteurs spécialisés en magnolias, pivoines, azalées, roses, Osmanthus, fougères, bambous, Acer et conifères. Le jardin d'orchidées est considéré comme le meilleur de toute la Chine.
On peut également distinguer:
- La section d'évolution des plantes qui permet des cultures expérimentales.
- Le jardin des plantes traditionnelles où l'on trouve notamment des plantes médicinales.
- Le jardin de bonzaïs (entrée à part) qui expose des centaines de bonzaïs
- Le jardin de rocailles dont les roches forment de petites montagnes en miniature avec des cours d'eau
- Le grand jardin d'hiver avec deux serres: celle des plantes tropicales (3 500 espèces) provenant de l'Asie du Sud-Est, et celle des plantes du désert avec une collection de succulentes et de cactus du monde entier.

## Source
- (es) Cet article est partiellement ou en totalité issu de l’article de Wikipédia en espagnol intitulé « Jardín Botánico de Shanghai » (voir la liste des auteurs).